# Riot (Ola Svensson)
Riot è l'undicesimo singolo di Ola Svensson. Musica e testo sono scritti da Tony Nilsson, Gavin Jones e Ola Svensson.

## Tracce
1. Riot (Radio Version) - 3:22
2. All Over the World (Acoustic Version) - 3:18